# Club de Canoë-Kayak de Pont d'Ouilly
Pont d'Ouilly Loisirs
Le Club de Canoë-Kayak de Pont d'Ouilly est une association sportive de canoë-kayak, basée à Pont-d'Ouilly, en France.
Affiliée à la Fédération Française de Canoë-Kayak, la section fait partie intégrante de l’association Pont d’Ouilly Loisirs créée en 1982.
Le secteur d'activité "animation locale", géré par l'association Pont d’Ouilly Loisirs, regroupe six sections : tennis de table, gymnastique volontaire, animations jeunes, yoga, marche nordique, raid nature et canoë-kayak.
Le canoë-kayak (créé en 1983) propose :
·        Une école de pagaie encadrée par des professionnels expérimentés et des champions de haut niveau.
·        Des stages d'initiation et de perfectionnement, tant en eau calme qu'en eau vive.
·        Des sorties pour tous les âges afin de découvrir et de pratiquer différentes disciplines du canoë-kayak.
·        L’organisation de manifestations (sélectifs de slalom, journées de championnat de kayak polo, challenges jeunes départementaux ...)
·        Des aides à la formation pour préparer les diplômes fédéraux d'encadrement, de juges et d'arbitres.

## Personnalités

### Joueurs de kayak-polo
Équipe masculine senior N1 en 2015
- Axel Marais
- Romain Laporte
- Romain Lefevre
- Tristan Robin
- Benjamin Dolbecq (cap)
- Willem Pollet (sélectionné en équipe de France U21 : champion d'Europe 2015)
- Stéphane Catherine

Équipe masculine senior N1 en 2014
- Axel Marais
- Romain Laporte
- Julien Grandin
- Romain Lefevre
- Tristan Robin(cap)
- Benjamin Dolbecq
- Willem Pollet (sélectionné en équipe de France U21 : champion du Monde 2014)
- Stéphane Catherine

Équipe masculine senior N1 en 2013
- Axel Marais
- Romain Laporte
- Julien Grandin (sélectionné en équipe de France espoirs : champion d'Europe 2013)
- Romain Lefevre
- Tristan Robin
- Benjamin Chartrain
- Ludovic Lecerf
- Gérald Durand (entraineur)

Équipe masculine senior N1 en 2012
- Axel Marais
- Benjamin Dolbecq
- Julien Grandin
- Romain Lefevre
- Tristan Robin
- Florian Péan
- Ludovic Lecerf
- Gérald Durand (entraineur)

Équipe masculine senior N1 en 2011
- Romain Laporte
- Benjamin Dolbecq
- Julien Grandin
- Sébastien Guibout
- Florian Péan
- Ludovic Lecerf
- Gérald Durand

Équipe masculine senior N1 en 2010
- Romain Laporte
- Benjamin Dolbecq
- Julien Grandin
- Sébastien Guibout
- Johann Divaret
- Ludovic Lecerf
- Gérald Durand

Équipe masculine senior N1 en 2010
- Romain Laporte
- Benjamin Dolbecq
- Rémi Gravina
- Johann Divaret
- Ludovic Lecerf
- Gérald Durand

Équipe masculine senior N1 en 2009
- Romain Laporte
- Benjamin Dolbecq (membre de l'équipe de France espoir de kayak-polo masculin en 2009)
- Clément Kindig
- Sébastien Guibout
- Johann Divaret
- Rémi Gravina
- Gérald Durand

Équipe masculine senior N1 en 2008
- Sébastien Guibout
- Romain Laporte
- Guillaume Leforestier
- Benjamin Dolbecq (membre de l'équipe de France espoir de kayak-polo masculin en 2008)
- Johann Divaret
- Gérald Durand
- Stéphane Catherine

## Résultats sportifs

### Kayak-polo Sénior Hommes
Championnat de France
- Champion de France 2001
- Champion de France 2000
- Vice-champion de France 1999
- Champion de France 1998
- Vice-champion de France 1995
- Champion de France 1994
- Champion de France 1993
- Champion de France 1992
- Champion de France 1989
- Champion de France 1988
- Champion de France 1987
- Vice-champion de France 1986
- Champion de France 1984

Coupe de France
- Médaille de bronze Coupe de France 2007
- Médaille de bronze Coupe de France 2006
- Médaille d'argent Coupe de France 2003
- Médaille d'or Coupe de France 2001
- Médaille d'or Coupe de France 2000
- Médaille d'or Coupe de France 1999
- Médaille d'argent Coupe de France 1998
- Médaille de bronze Coupe de France 1996
- Médaille de bronze Coupe de France 1995
- Médaille d'argent Coupe de France 1994
- Médaille d'or Coupe de France 1993
- Médaille de bronze Coupe de France 1991
- Médaille d'argent Coupe de France 1990
- Médaille d'or Coupe de France 1987

### Kayak-polo Sénior Dames
Coupe de France
- Médaille d'argent Coupe de France 2006
- Médaille de bronze Coupe de France 2002
- Médaille d'argent Coupe de France 2000
- Médaille d'argent Coupe de France 1999
- Médaille de bronze Coupe de France 1998
- Médaille d'or Coupe de France 1996
- Médaille d'argent Coupe de France 1995
- Médaille d'argent Coupe de France 1994
- Médaille d'argent Coupe de France 1991